# Viva Nicaragua
Viva Nicaragua es un canal de televisión abierta nicaragüense. Su sede se encuentra en Managua, es uno de los canales públicos de Nicaragua. El canal también transmite una combinación de programación nacional e internacional, principalmente de noticias, estilo de vida y deportes, además de programación importada que incluye películas, programas infantiles y series dramáticas. Es uno de los varios medios propiedad de la familia Ortega-Murillo, dirigida por Camila Ortega Murillo.

## Historia
La estación de televisión fue adjudicada en 2011 tras una disputa por la cercanía del ganador de la licitación, Celeste, S.A., a la familia del presidente Daniel Ortega. Celeste fue utilizado por el gobierno para obtener la licencia. Anteriormente, la frecuencia era utilizada por una repetidora de TN8; sin embargo, un portavoz del gobierno afirmó que el canal era propiedad de fondos venezolanos. A pesar de la diversidad de su programación, Viva Nicaragua pretendía ser un canal de noticias.[1]
Viva Nicaragua también patrocina el programa anual de moda Nicaragua Diseña, también presentado por Camila Ortega. Camila fue sancionada en junio de 2021.

## Programación
- Revista Viva La Vida
- El Cotilleo
- Noticiero Lo Que Se Vive
- Fantásticos Deportes 13
- Nicaragua Diseña
- Reinas Nicaragua
- Campeonato Germán Pomares
- Liga de Béisbol Profesional
- Serie del Caribe
- Serie de las Américas
- Clásico Mundial de Béisbol
- CombatexCanal13
- Copa América
- Copa Mundial de Clubes de la FIFA
- The Mentalist
- Cold Case
- The Wonder Years
- Peppa Pig
- Adventure Time
- The Amazing World of Gumball
- Clarence
- Steven Universe
- Malcolm el de en medio
- Viernes del 13
- Cine del 13
- Cine Estelar